# Гай Скрибоний Курион (едил 196 пр.н.е.)
Вижте пояснителната страница за други личности с името Гай Скрибоний Курион.
Гай Скрибоний Курион (на латински: Gaius Scribonius Curio) е политик на Римската република през 2 век пр.н.е.
През 196 пр.н.е. той е плебейски едил с колега Гней Домиций Ахенобарб. Двамата построяват Храм на Фавн в чест на бог Фавн (Фаун) на остров Изола Тиберина в река Тибър в Рим, който е осветен след две години от Домиций.
През 183 пр.н.е. той става претор и замества консулите. През 174 пр.н.е. е вторият плебей, който става Курион maximus (curio maximus), председател на Курията на Римски форум. По този начин Скрибониите получават наследственото допълнително име Курион (Curio).